# Nienke Vermeer
Nienke Vermeer (Ede, 18 juli 1989) is een Nederlandse waterpolospeelster.
Vermeer begon haar waterpolocarrière in haar geboorteplaats Ede bij Polar Bears. Met deze ploeg werd ze in het seizoen 2006-2007, 2008-2009 en 2009-2010 Nederlands Kampioen. Ook veroverde ze in 2008-2009 de KNZB Beker.
In 2008 was ze de laatste afvaller bij de waterpoloselectie voor de Olympische Spelen van Peking. Na de Olympische Spelen werd ze wel geselecteerd voor het WK 2009 en EK 2010. Bij het EK Zagreb(Kroatië) veroverde het Nederlands team de bronzen medaille. Tijdens de Wereldkampioenschappen in Shanghai (China) eindigde het Nederlands team op de zevende plaats. Tijdens de Europese Kampioenschappen in Eindhoven kwam het team niet verder dan een zesde plaats.

## Palmares

### Club niveau

#### Polar Bears
- Nederlands kampioenschap waterpolo Dames: 2007, 2009, 2010
- KNZB Beker: 2009

### Nederlands team
- 2004:  EJK Bari (Italië)
- 2005:  EJK Porto (Portugal)
- 2005: 5e WJK Perth (Australië)
- 2006:  EJK Kirishi (Rusland)
- 2007: 4e EJK Chania (Griekenland)
- 2007: 7e WJK Porto (Portugal)
- 2008: 5e EJK Chania (Griekenland)
- 2009:  EJK Napels (Italië)
- 2009: 5e WK Rome (Italië)
- 2010:  EK Zagreb (Kroatië)
- 2011: 7e WK Shanghai  (China)
- 2012: 6e EK Eindhoven (Nederland)

### Individuele prijzen
- ManMeer! Talent van het Jaar - 2007, 2008, 2009
- ManMeer! Allstarteam vrouwen hoofdklasse - 2009, 2010